# Berlin-Konradshöhe

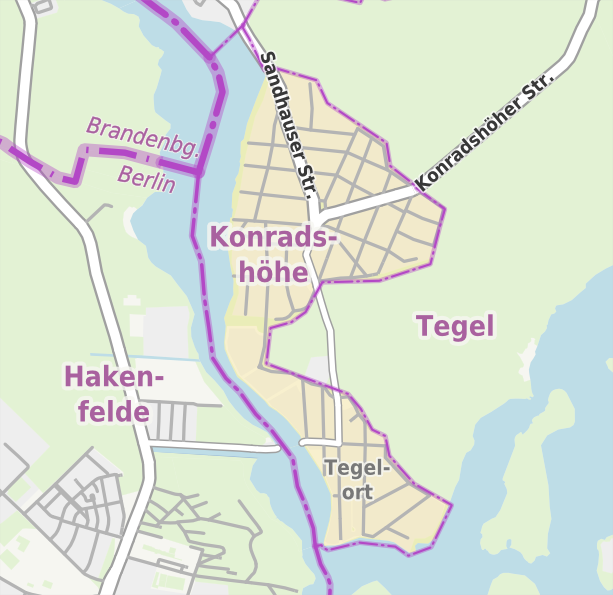
Konradshöhe

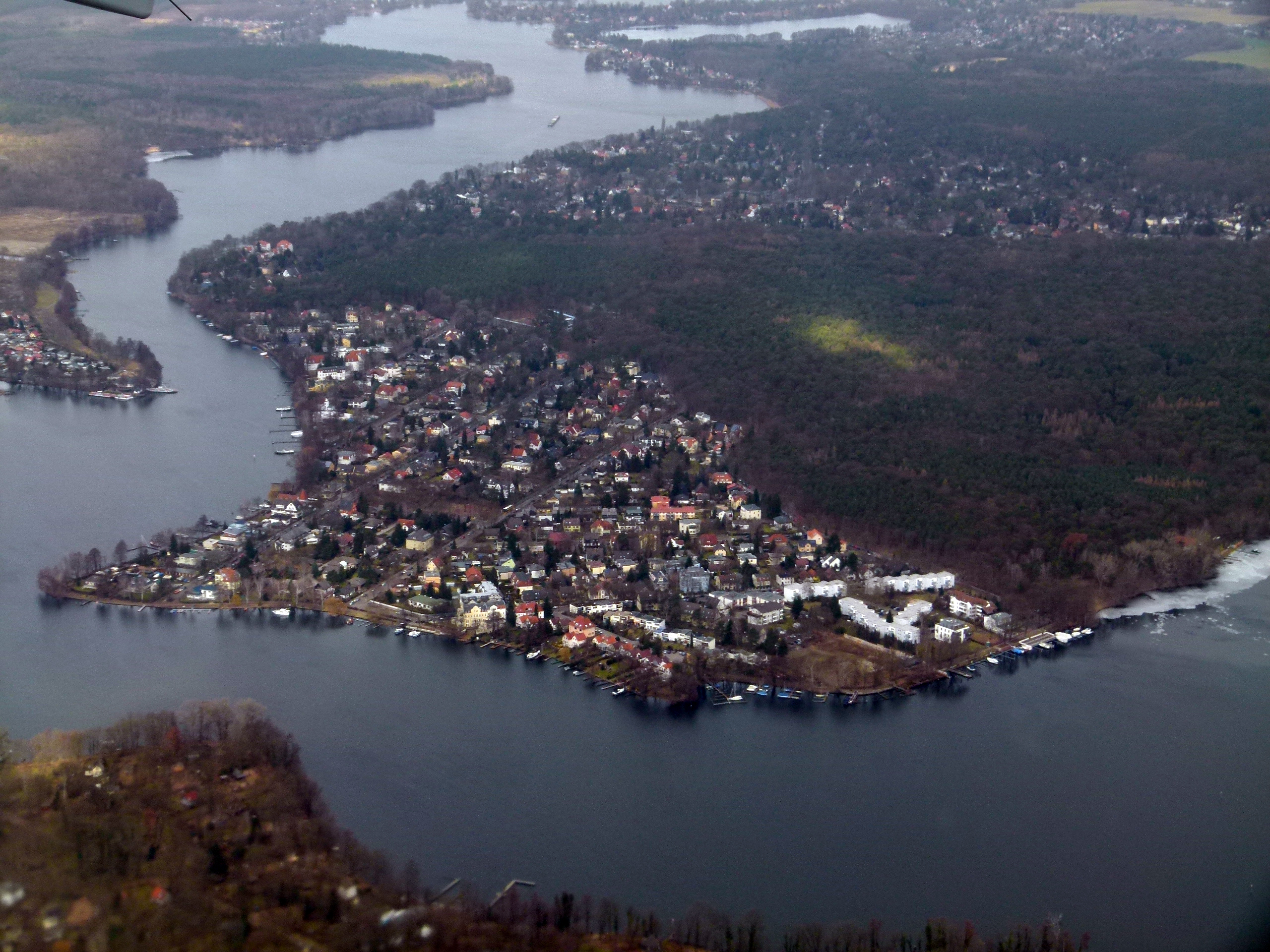
Ortslage Tegelort (im Vordergrund)

Konradshöhe ist ein Ortsteil im Bezirk Reinickendorf in Berlin. Er liegt am Tegeler Forst, an der Havel und am Tegeler See. Im südlichen Bereich gehört die Ortslage Tegelort zu Konradshöhe.

## Geschichte
Im Zuge der Norderweiterung Berlins siedelten sich viele Großstädter in den Vororten an, die von der Nähe zur Natur und den niedrigen Bodenpreisen angelockt wurden. Einer von ihnen war der Kupferschmiedemeister Theodor Rohmann. Er erwarb 1865 ein Grundstück an der Havel zur Errichtung einer Kupfermühle von einem Bauern, der das ertragslose Land zu seinem wie zum Vorteil Rohmanns verkaufte. Für 1000 Taler wechselten 20 Morgen (50.000 m²) den Besitzer. Das Grundstück umfasste den Straßenblock zwischen Falkenhorst-, Nußhäherstraße, Schwarzspechtweg und der Havel.
Rohmann beantragte am 22. November 1865 eine Baugenehmigung für eine Kupferschmiede, dazu Wohnhaus mit Kellereien, Stall, Remise und Umfassungsmauer, die mit der Begründung abgelehnt wurde, die Pläne entsprächen nicht den feuerpolizeilichen Sicherheitsvorschriften. Dessen ungeachtet begann Rohmann im November 1865 mit dem Bau und ließ sich selbst durch eine Baustopp-Verfügung und eine Konventionalstrafe nicht davon abhalten. Als schließlich nach drei Jahren das Amt vom Bezirk Spandau die Baugenehmigung erteilte, stand die Kupferschmiede bereits. Am 20. Oktober 1868 wurde ihm vom königlichen Regierungspräsidenten zu Potsdam erlaubt, das Gehöft nach seinem hier geborenen Sohn Conradshöhe zu nennen, womit die Grundlage für die Kolonie Konradshöhe geschaffen war.
Noch während der Auseinandersetzungen mit den Behörden erweiterte Rohmann seinen Besitz um weitere 24 Morgen. Auf dem derzeitigen Straßenblock zwischen Stößerstraße, Falkenplatz, Falkenhorststraße und Havel entstand 1874 neben der Kupferschmiede ein Kesselhaus mit einem 20 Meter hohen Schornstein. Seine Fabrik nannte er Dampfwerk für eiserne Verschraubungen und Apparatringe.
Im Jahr 1891 gestaltete Rohmann sein Anwesen in eine Gaststätte um, da das Metallgewerbe nicht florierte. Aus Schmiede, Kesselhaus und Stall wurden Restaurationssäle, die als Konradshöher Terrassen eröffnet wurden.
Durch den Verkauf von Parzellen in Konradshöhe entstand rund um die Terrassen eine kleine Ansiedlung. Am 8. November 1902 nahm sich Rohmann aufgrund eines schweren Herz-Asthma-Leidens das Leben. Sein Sohn Conrad war bereits vor ihm verstorben. 1906 verkaufte seine Witwe die restlichen Besitzungen und die Gaststätte Konradshöher Terrassen für 75.000 Mark. 1918 erwarb Wilhelm Reinhold das Anwesen, dessen Sohn Herbert sie um 1937 umbaute und unter dem Namen Feen-Grotte neu eröffnete, da der Innenraum einer Tropfsteinhöhle glich. Drei Generationen lang blieb die Gaststätte im Steinadlerpfad 15 in Familienbesitz, bis sie 1979 an eine Baugesellschaft aus Hannover verkauft wurde. Im September 1979 wurde das beliebte Ausflugs- und Varieté-Lokal und älteste Gebäude von Konradshöhe abgerissen. Es entstanden dort Doppelhäuser und Eigentumswohnungen.
Ein 1961 in Betrieb genommenes Fahrgastschiff der Reederei Wilfried Vogt mit dem Namen Feen-Grotte, das heute in Höhe des ehemaligen Gaststättengeländes vor Anker liegt, erinnert noch an die Geburtsstätte dieser ehemaligen Kolonie.
Bereits 1915 wurde Konradshöhe als Sommerfrische empfohlen, weil es sich durch gute ozonreiche Luft auszeichnete. Die Bezeichnung ‚Luftkurort‘, die um 1955 aufkam, aber nie amtlich klassifiziert wurde, hielt sich lange im Sprachgebrauch der Einwohner.
Konradshöhe lag auf der Gemarkung der Gemeinde Heiligensee im Landkreis Niederbarnim. 1920 wurde der Ort als Teil des Bezirks Reinickendorf nach Berlin eingemeindet.
Die wichtigste Strukturmaßnahme der Gründerjahre war im Mai 1913 die Inbetriebnahme der Straßenbahn der Gemeinde Heiligensee an der Havel, deren südlicher Ast von Tegel über Konradshöhe nach Tegelort führte. 1920 wurde diese ins Netz der Berliner Straßenbahn integriert; die Linie erhielt die Nummer 28. Die Strecke wurde 1925 zweigleisig ausgebaut. Eine 1926 errichtete hölzerne Wartehalle am Falkenplatz hat die Zeit bis ins Jahr 2011 überdauert. Der Bahnlinienbetrieb selbst wurde am 31. Mai 1958 eingestellt.
Um 1921 erhielt die Kolonie Konradshöhe die für sie typischen Vogelstraßennamen. 1924 erfolgte der Anschluss an das städtische Elektrizitätsnetz und ein Jahr später die Anbindung an die städtische Wasserversorgung.
In der Habichtstraße 8 führte der als „Cowboy-Artist“ und Romanheld bekannt gewordene Erich Rudolf Otto Rosenthal alias Billy Jenkins eine Farm, auf der er Greifvögel trainierte.

## Bevölkerung
| Jahr | Einwohner |
| ---- | --------- |
| 1950 | 5007      |
| 1960 | 5048      |
| 1970 | 5183      |
| 1987 | 5874      |
| 2000 | 6072      |

| Jahr | Einwohner |
| ---- | --------- |
| 2007 | 6009      |
| 2010 | 5854      |
| 2015 | 6028      |
| 2020 | 6011      |
| 2021 | 5960      |
| 2022 | 6051      |
| 2023 | 6167      |
| 2024 | 6113      |

## Sehenswürdigkeiten
- Falkenplatz, zentrale Örtlichkeit von Konradshöhe, auf dem sich ein kleiner Park mit Spielplatz befindet. Hier treffen sich vorwiegend die Jugendlichen des Ortsteils, vor allem jene, die im benachbarten Kinder- und Jugendhilfezentrum Haus Conradshöhe beheimatet sind. Darüber hinaus finden sich auf dem Falkenplatz zahlreiche Einkaufsmöglichkeiten, vom Blumenladen über einen Buchhandel bis zum Lebensmittelgeschäft. In der Parkmitte wurde 1946 von der Vereinigung der Verfolgten des Naziregimes ein Gedenkstein aufgestellt, der den Widerstandskämpfern Albert Brust aus Tegelort (hingerichtet am 26. September 1944) und Richard Neumann aus Konradshöhe (von der SS erschossen am 26. April 1945) gewidmet ist.
- Jesus-Christus-Kirche am südlichen Ortsrand
- St.-Agnes-Kapelle, Eichelhäherstraße / Ecke Baummardersteig

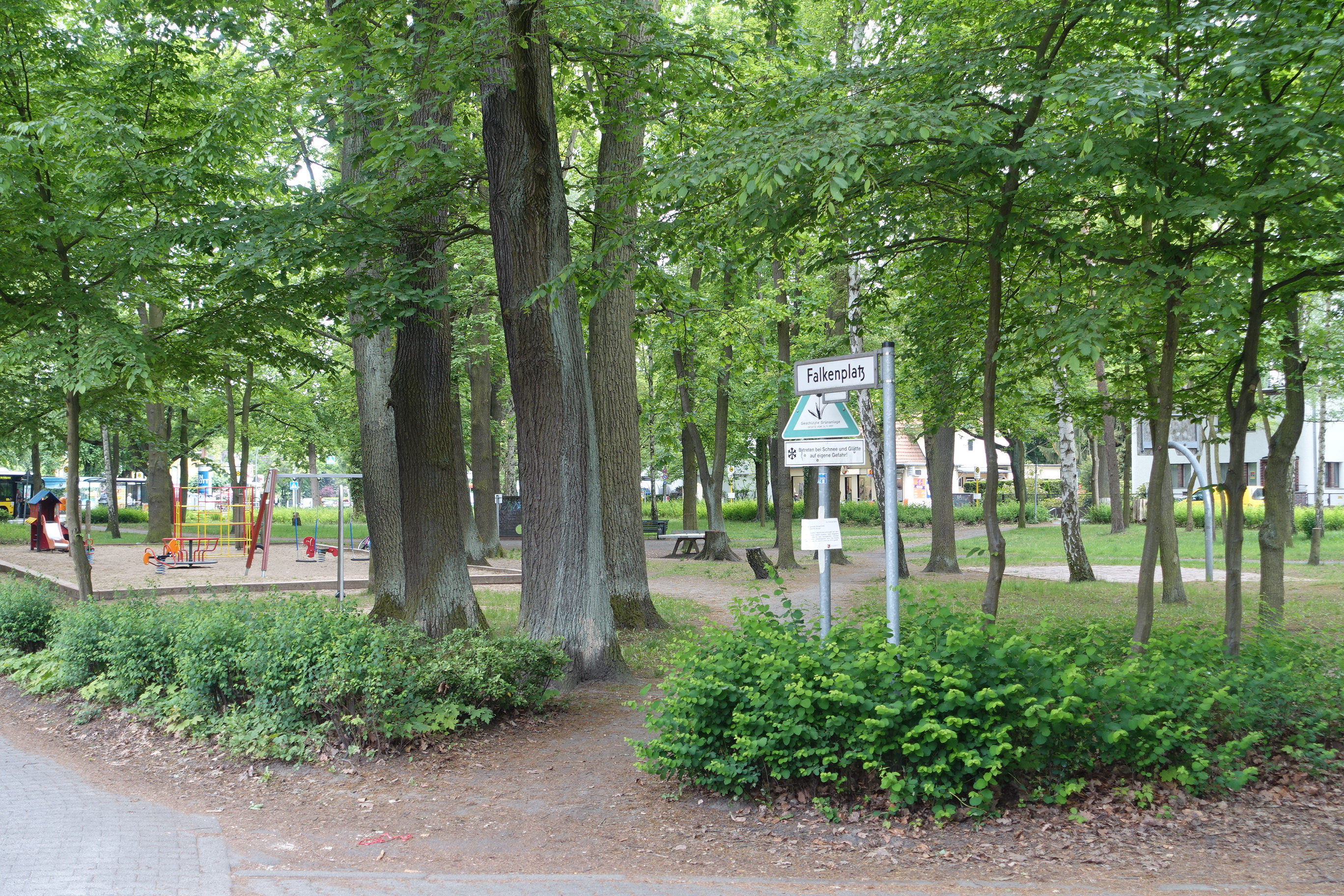
Falkenplatz
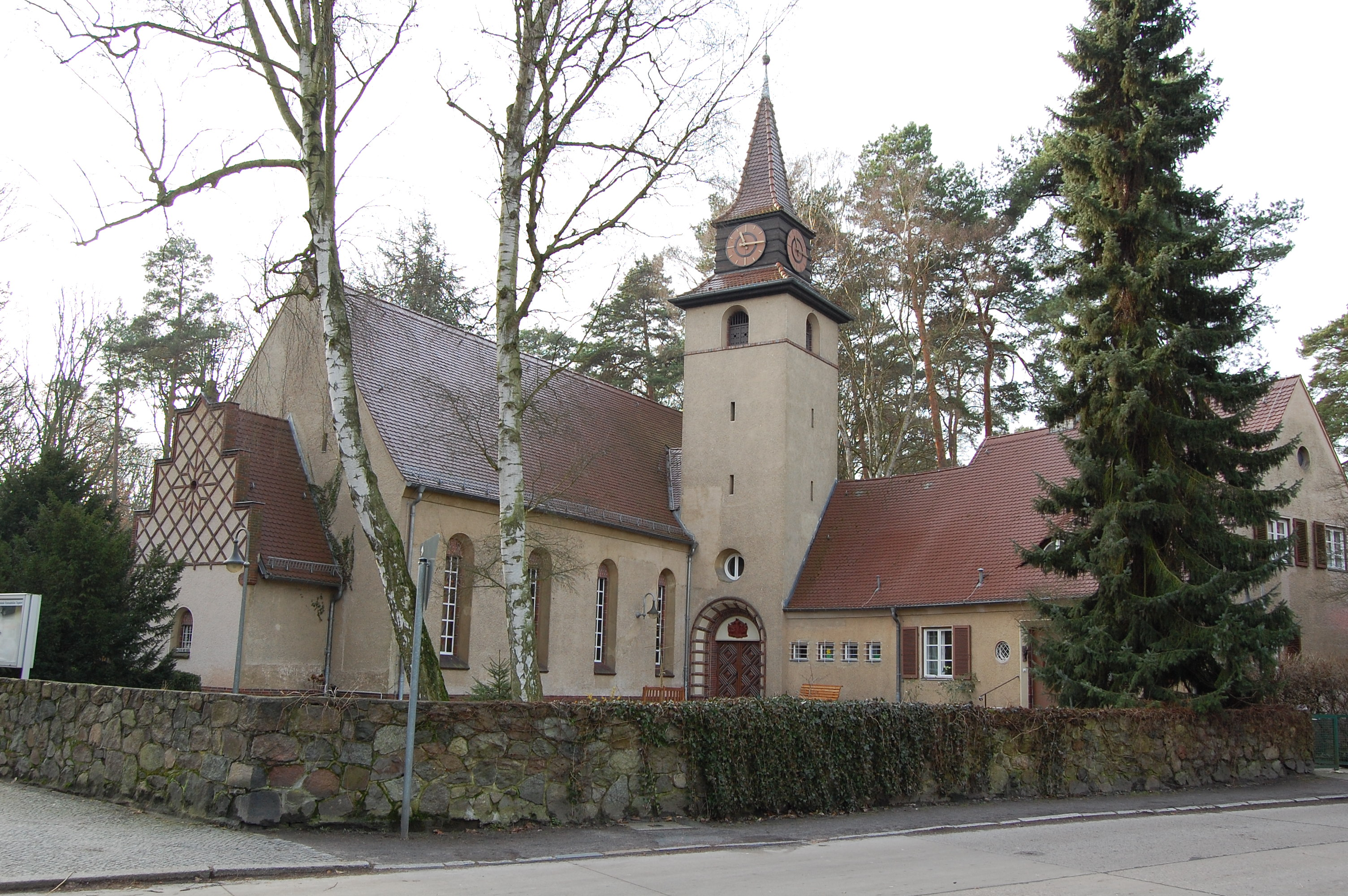
Jesus-Christus-Kirche
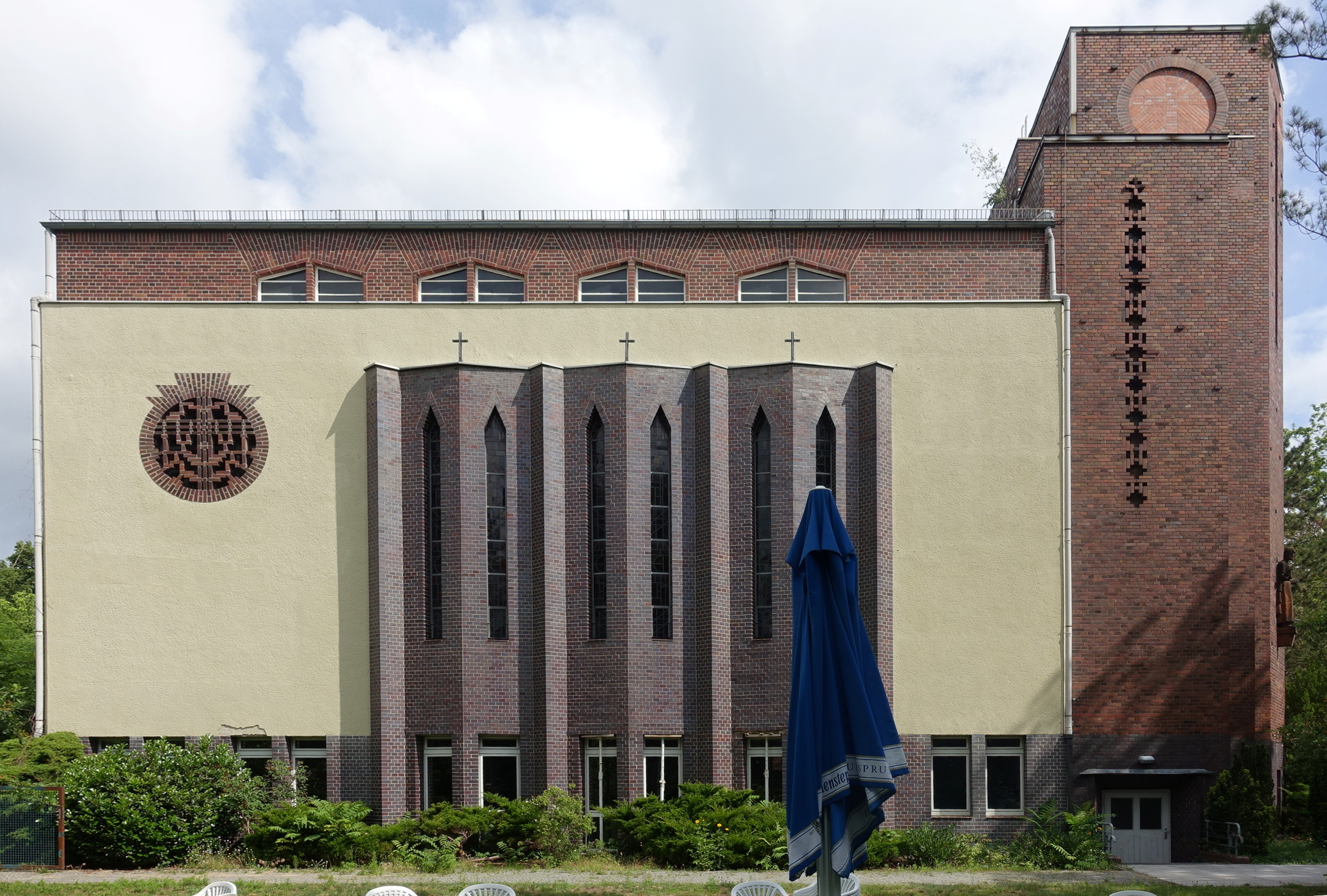
St.-Agnes-Kapelle

## Verkehr

### Öffentlicher Personennahverkehr
Aufgrund seiner abgeschiedenen Lage durch den Tegeler Forst, den Tegeler See und die Havel ist der Ortsteil auf den Busverkehr angewiesen. Die Linie 222 verbindet Konradshöhe mit Tegel, die Linie 324 mit Heiligensee.

### Individualverkehr
Straßenverbindungen führen nach Tegel und über Heiligensee zur Bundesautobahn 111. Darüber hinaus gibt es tagsüber eine Autofährenverbindung nach Hakenfelde im Bezirk Spandau.

## Persönlichkeiten
- Heinz Schudnagies (1925–1997), Architekt, plante mehrere Wohnhäuser in Konradshöhe
- Jörg Draeger (* 1945), Fernsehmoderator, lebt in Konradshöhe
- Matthias Reim (* 1957), Sänger, lebte in Konradshöhe[3]
- Kim Fisher (* 1969), Fernsehmoderatorin, in Konradshöhe aufgewachsen
- Denis Kozhukhin (* 1986), Pianist, lebt in Konradshöhe
- Julian Heun (* 1989), Poetry Slammer und Moderator, lebt in Konradshöhe
- Oliver Szymanski (* 1990), Segler, lebte in Konradshöhe
- Rolf Wiedenhaupt (* 1958), Politiker, lebt in Konradshöhe